# Śesza
Zasugerowano, aby zintegrować ten artykuł z artykułem Ananta. Nie opisano powodu propozycji integracji.

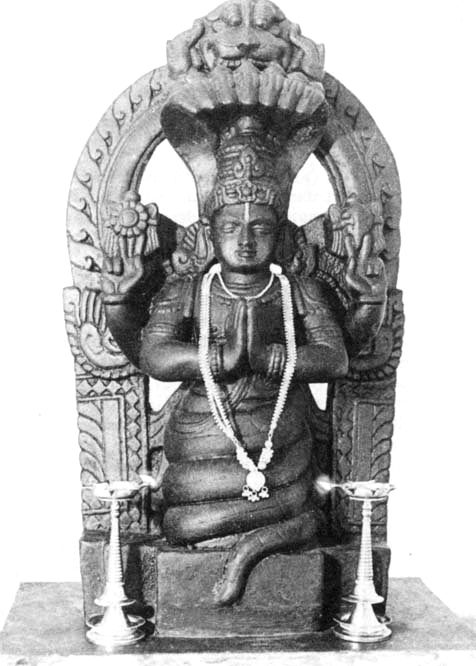
Patandżali jako Śesza

Śesza (dewanagari: शेष) – w mitologii indyjskiej król Nagów (bóstw-węży), jeden z pierwszych stworzonych bytów. Słowo śesza znaczy dosłownie „pozostałość; to, co zostaje” – według mitów hinduskich, w czasie cyklicznego zniszczenia świata, tylko on pozostaje nietknięty, będąc jednocześnie zaczątkiem, z którego powstaje później nowy wszechświat.
Alternatywne nazwy: Ananta (nieskończony), Anantaśesza, Śeszanaga, Adiśesza (pierwotny śesza).

## Manifestacje Śeszy
Balarama, Lakszmana, i Nitjananda, a także sławni filozofowie Abhinawagupta i Patańdźali są uważani za inkarnacje (awatary) Śeszy.

## Ikonografia

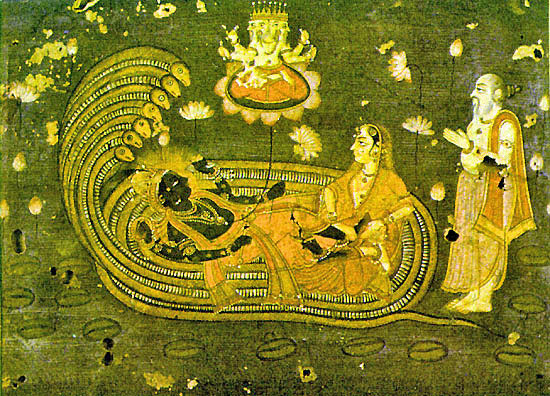
Wisznu i Lakszmi spoczywający na Śeszy

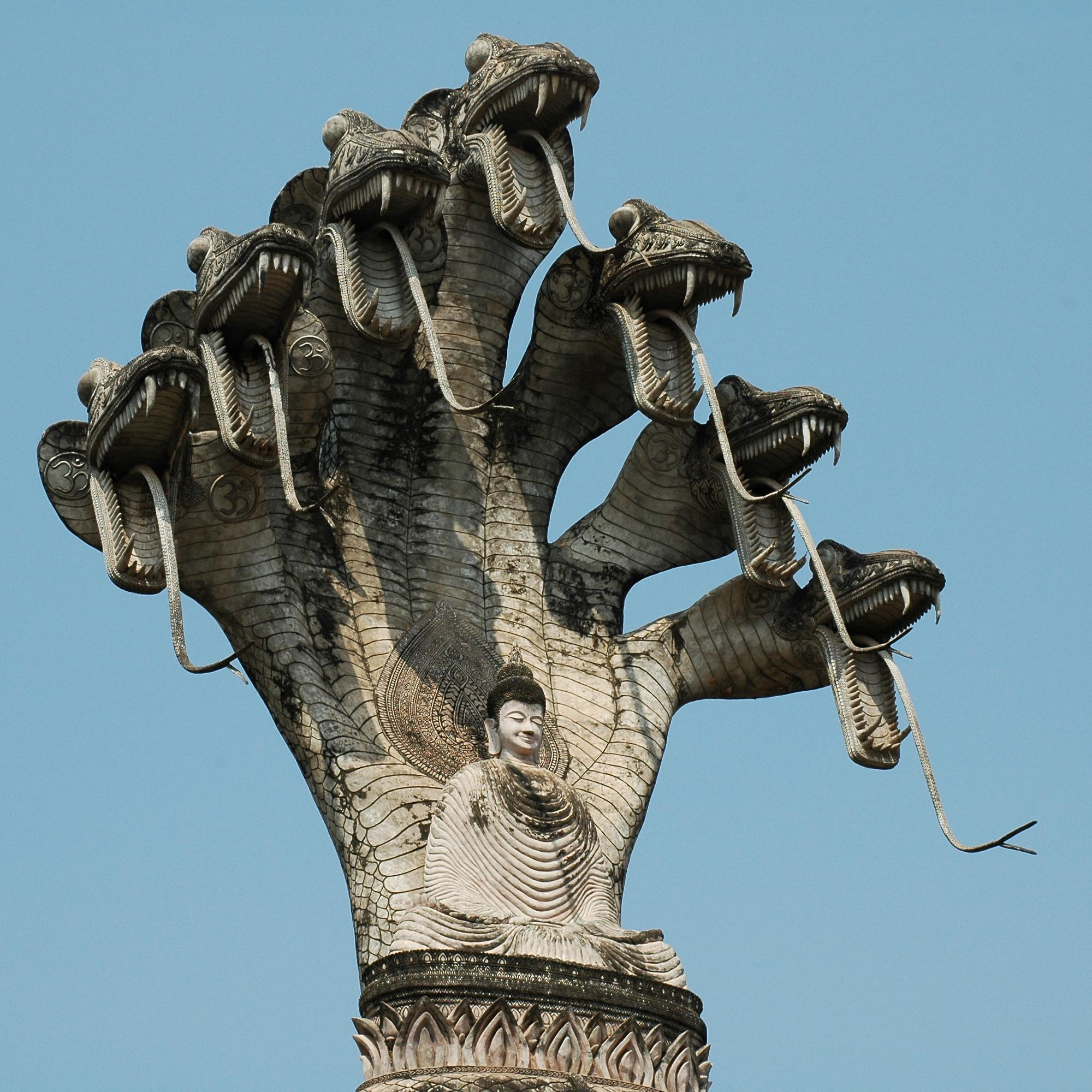
Anantaśesza w ikonografii buddyjskiej

Śesza jest przedstawiany jako ogromny wąż o tysiącu głowach (w niektórych wersjach siedmiu), na którego zwojach spoczywa Wisznu – bóg podtrzymujący istnienie wszechświata. Głowy węża unoszą się nad Wisznu tworząc rodzaj baldachimu. Ten motyw ikonograficzny, zwany Wisznu anantaśajin (Wisznu spoczywający na kosmiczny wężu Anancie) został przejęty również przez buddyzm i dotarł aż do Japonii, stanowiąc czasami tło wizerunku Buddy.